# Судзури-бако

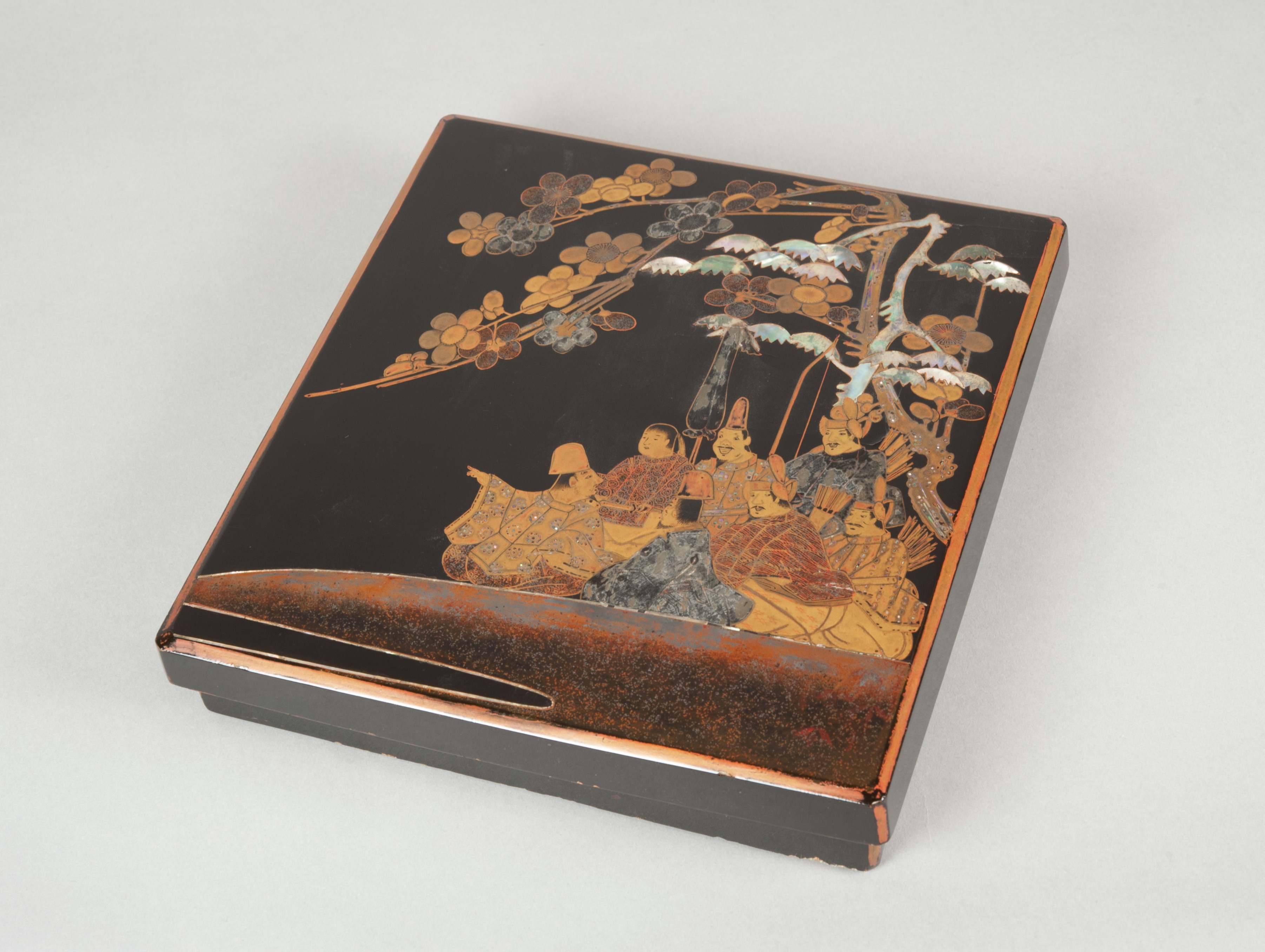
Судзури-бако в технике маки-э

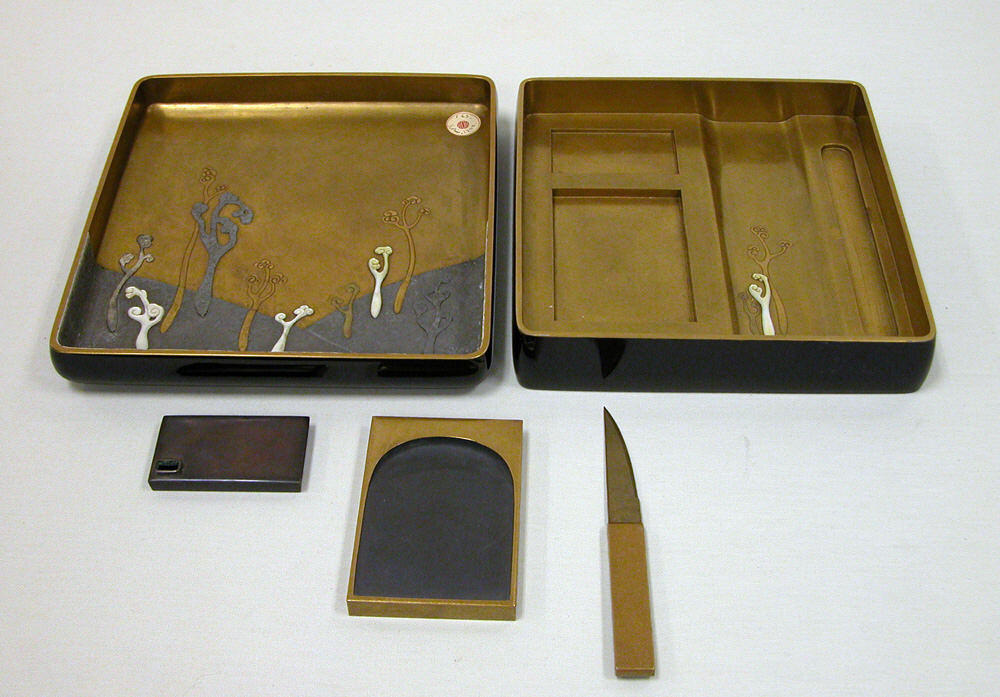
Судзури-бако и её содержимое

Судзури-бако (яп. 硯箱) — японская лакированная коробка, хранящая набор для письма. В основном, cудзури-бако использовались для хранения инструментов для каллиграфии и изготавливались из прочного качественного материала, чтобы содержать в целости и сохранности фарфоровую тушечницу и чернильный камень (судзури)

## История
Первые cудзури-бако появились в Японии в IX веке. В это время каллиграфия стала играть значительную роль в японском обществе. Для того, чтобы создать свиток с каллиграфией, нужны были качественные инструменты. Самым важным из них была тушечница; также в набор входили палочки твёрдой туши, капельница для воды (суйтэки) и небольшой нож. Судзури-бако были сконструированы таким образом, чтобы все инструменты были организованы внутри неё и хорошо защищены от поломок. Благодаря покрытию из лака на основе смолы, содержимое коробки для письма было относительно защищено от влаги. Внутри квадратной или прямоугольной коробки находились различные лотки и держатели, конструкция и порядок которых менялись в течение истории. Ранние cудзури-бако были достаточно большими, чтобы вмещать в себя и бумагу; более поздние предназначались только для инструментов. Позже появились рёси-бако — хранилища и для инструментов и бумаги.
В течение столетий декор и конструкция cудзури-бако менялись. Ранние коробки чаще всего покрыты однотонным красным лаком, а более поздние украшены всевозможными рисунками в различных техниках. С начала периода Муромати и далее многие cудзури-бако украшались сюжетами из великих произведений японской литературы. Изделия, изготавливавшиеся в храме Кодай-дзи в Киото ассоциировались с асимметричными рисунками и изображениями осенней травы. Чаще всего основными цветами более поздних cудзури-бако были чёрный, коричневый и золотой (маки-э). Во время периода Эдо часто cудзури-бако входили в приданое невесты. В то же время появились комплексные хранилища (табикуси-бако), в которых помимо места каллиграфических инструментов были отсеки для благовоний или косметики. Среди известных художников изготовителями cудзури-бако были Хонъами Коэцу и Огата Корин. В cудзури-бако, как и в других произведениях лакового искусства, имеет отражение традиционная живопись Японии. Прорыв в технологии и производстве во время периода Мэйдзи привёл к появлению новых форм cудзури-бако. После упадка в каллиграфии, производство cудзури-бако также пришло в упадок; в настоящее время они всё ещё производятся в небольших количествах.